# George E. Hyde
George Elmer Hyde, né à Omaha, Nebraska, le 10 juin 1882 et mort le 2 février 1968, était le « doyen des historiens amérindiens ». Il a écrit de nombreux livres sur les tribus amérindiennes, en particulier les Sioux et les Pawnees, ainsi que sur la vie du guerrier et historien cheyenne, George Bent (en).

## Biographie
Hyde est né le 10 juin 1882 à Omaha dans le Nebraska et y a vécu toute sa vie. Il a quitté l'école vers l'âge de treize ans. 
Son intérêt pour les Indiens d'Amérique se développe à la suite de la visite d'un campement, effectuée à l'occasion de l'exposition Trans-Mississippi, organisée à Omaha en 1898. Devenu sourd et presque aveugle à l'âge de dix-huit ans, du fait d'un rhumatisme articulaire aigu, il poursuit malgré tout ses études amérindiennes.  
Solitaire, il ne communique avec le monde, presque exclusivement, qu'à travers ses lettres et ses livres. Il vit grâce aux modestes ressources que lui procure une librairie dont il est propriétaire. 
Hyde commence une correspondance avec George Bent (en) en 1904 et, sur la recommandation de ce dernier, obtient vers 1908 un emploi de chercheur pour George Bird Grinnell. 
Hyde prétendra être, avec d'importantes contributions de Bent, l'écrivain fantôme du livre classique de Grinnell, The Fighting Cheyennes. 
Grinnell et Hyde se distinguent par l'importance qu'ils ont accordée aux Amérindiens dans l'histoire de la frontière occidentale
À la fin de sa vie, George Hyde est contraint d'utiliser une puissante loupe pour lire.

## Travaux
George Hyde était un homme aux idées bien arrêtées, volontiers sardonique. Ses livres sont d'une lecture facile. Son éloignement de la vie sociale compliqua la publication de ses travaux, en particulier de sa Vie de George Bent, basée sur les 340 lettres reçues de Bent entre 1904 et 1918. Cet ouvrage a dû attendre un demi-siècle avant d'être publié. Il s'agit du témoignage direct le plus détaillé que nous ayons du point de vue des Amérindiens sur les guerres cheyennes dans les années 1860. À ce titre, sa valeur est inestimable. 
Hyde et Bent ne se sont jamais rencontrés en personne.
- Red Cloud’s Folk: A History of the Oglala Sioux Indians (1937, revised 1957)
- The Pawnee Indians (1951)
- A Sioux Chronicle (1956)
- Indians of the High Plains: From the Prehistoric Period to the Coming of the Europeans (1959)
- Spotted Tail’s Folk: A History of the Brule Sioux Indians (1961)
- Indians of the Woodlands: From Prehistoric Times to 1725 (1962)
- Life of George Bent: Written from his Letters (1967)